# 바오준 키위 EV
바오준 키위 EV(영어: Baojun KiWi EV)는 SAIC-GM-우링이 2020년부터 바오준 브랜드로 제조하는 배터리 전기 도시형 자동차이다. 2개의 도어와 후면에 해치가 있는 4인승 자동차이다.

## 역사
SAIC-GM-우링은 2019년 12월에 입체주의 디자인의 차량 첫 사진을 공개했다. 그 당시에는 여전히 신에너지 차량(NEV)으로 발표되었다. 이 마이크로카는 2020년 1월 광시 좡족 자치구에서 대중에게 처음 공개되었다. E300 시리즈는 2020년 5월부터 중국에서 판매되었다. 2021년 8월, E300은 업데이트되어 바오준 키위 EV로 다시 출시되었다.

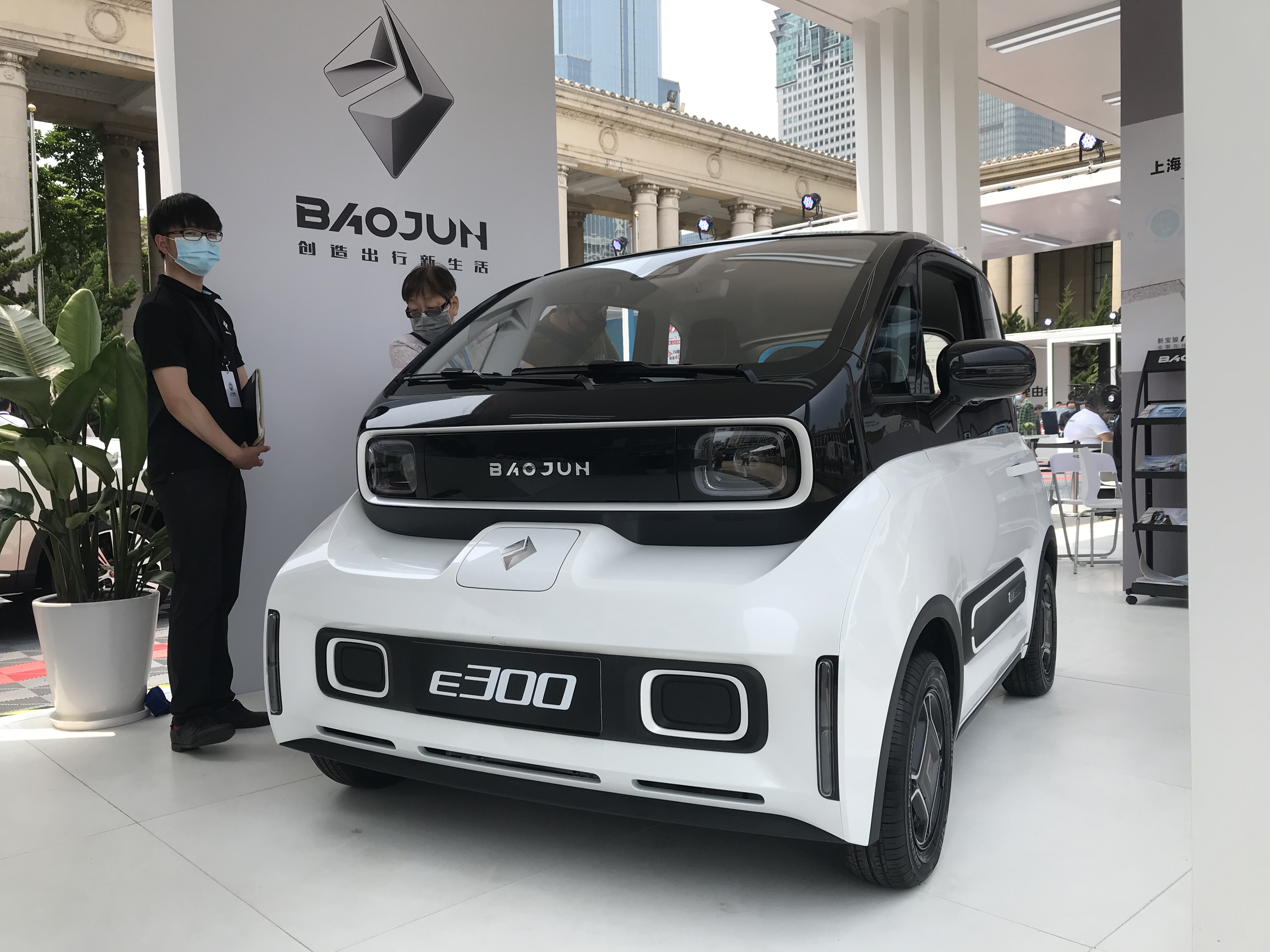
바오준 E300
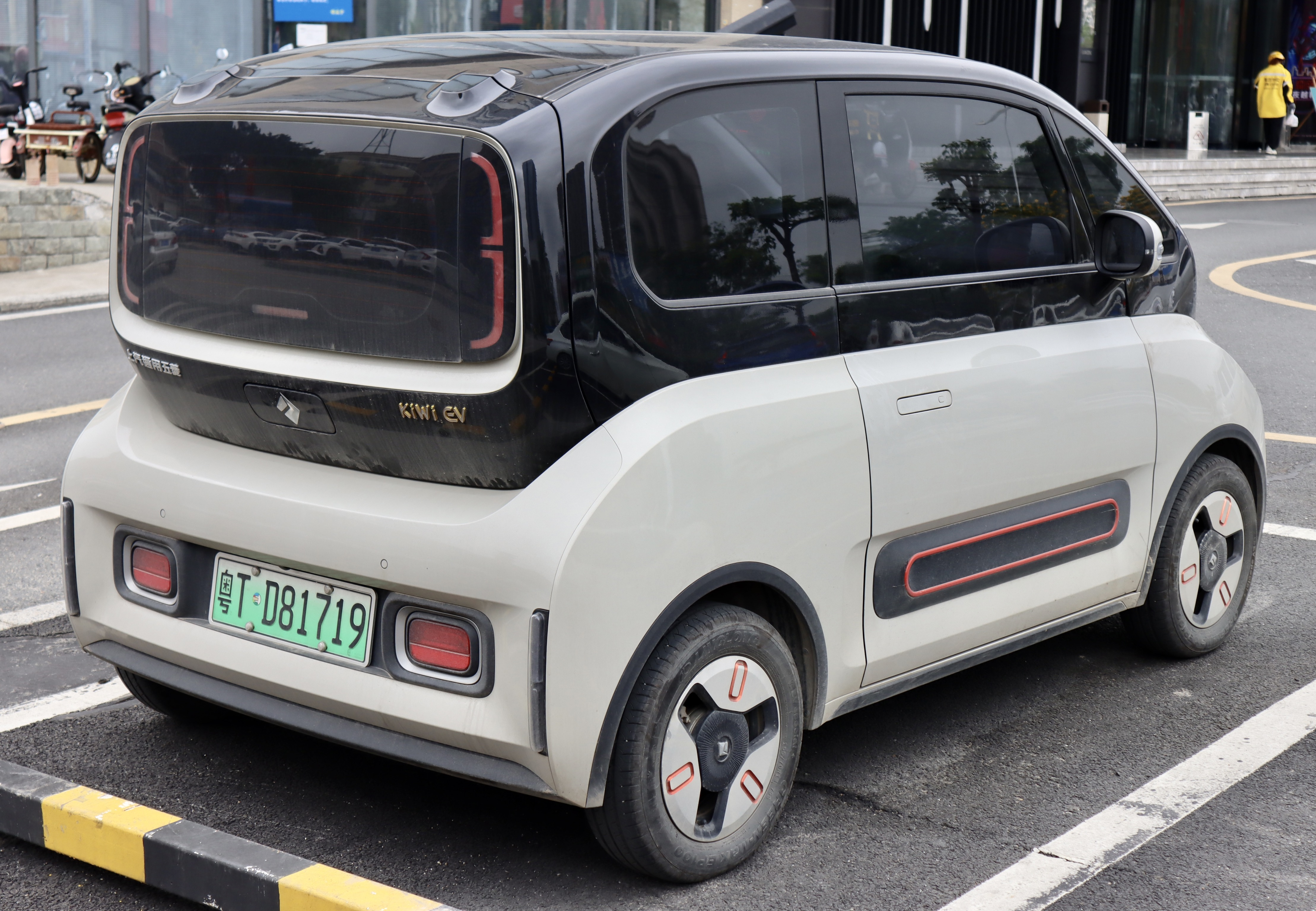
바오준 키위 EV 후면

이 자동차는 2인승 또는 3인승의 짧은 E300 또는 4인승의 긴 E300 플러스로 제공된다.

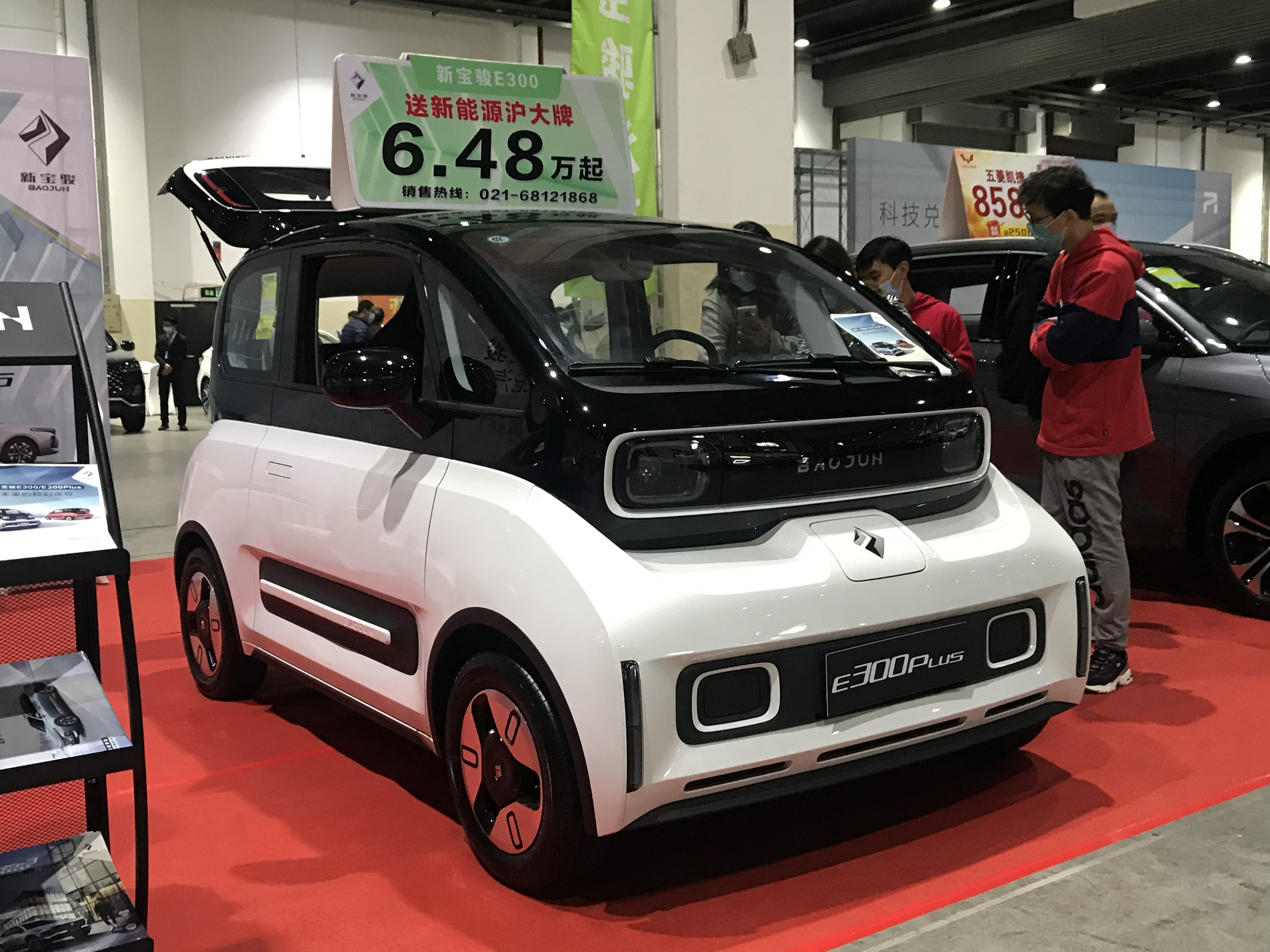
바오준 E300 플러스
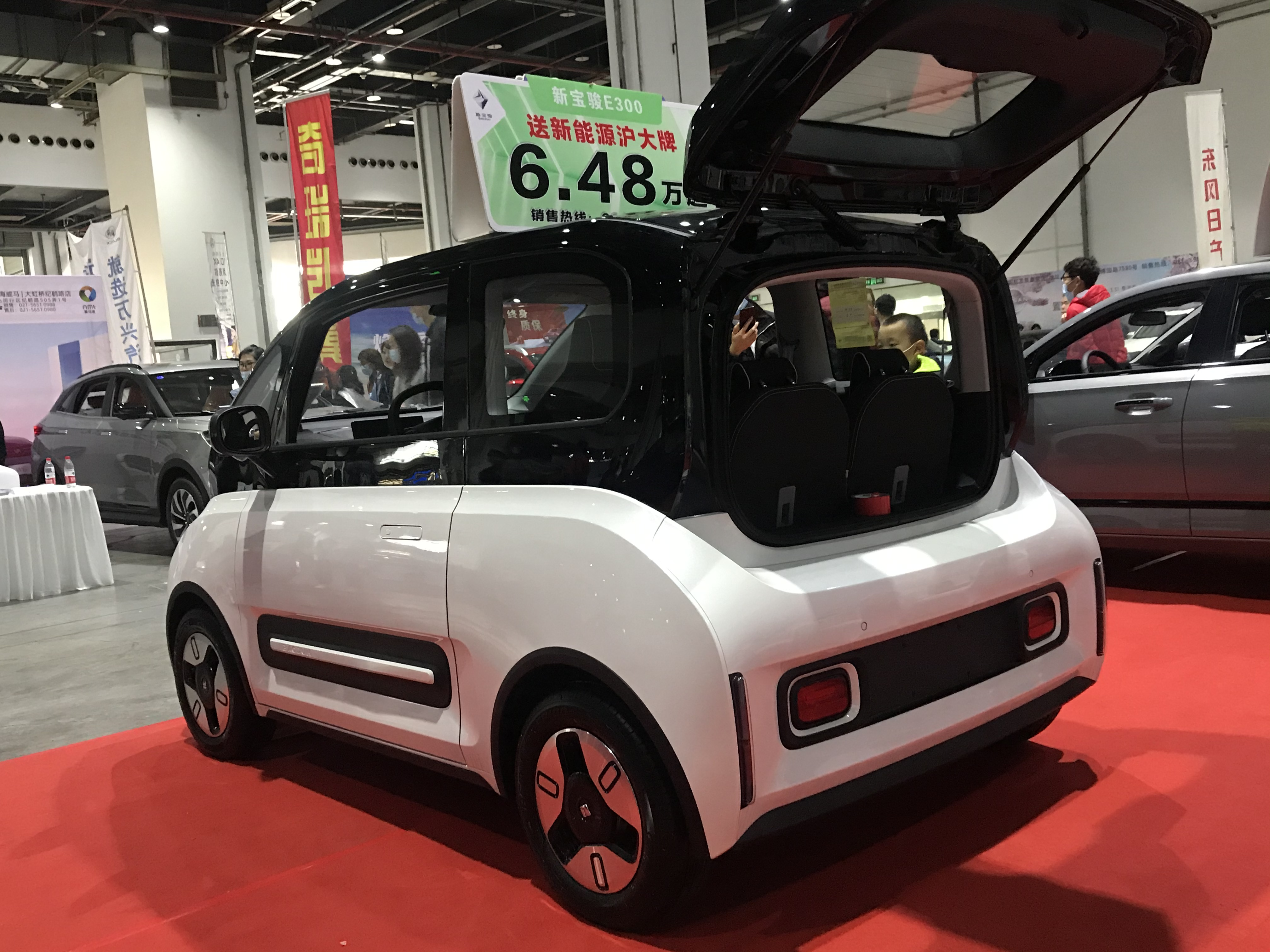
바오준 E300 플러스 후면

## 사양
바오준 E300은 동기식 고정 변속기와 후방 모터, 후륜 구동 레이아웃을 갖추고 있으며, 최대 출력 40 kW (54 hp; 54 PS) 및 최대 토크 150 N·m (111 lb·ft)를 생성한다. 최고 속도는 100 킬로미터 매 시 (62 mph)이며, DC 고속 충전을 지원하여 1시간 내에 완전히 충전될 수 있다. E300 플러스의 최고급 버전은 31.9 kWh (115 MJ) 배터리와 NEDC 범위 305 킬로미터 (190 mi)를 장착하고 있다.
서스펜션은 맥퍼슨 독립 서스펜션과 더블 위시본 독립 서스펜션 디자인이다.

## 안전
안전 기능에는 전자식 자세 제어 장치(ESC), 전자식 제동력 분배(EBD)가 포함된 안티록 제동 시스템(ABS), 유압식 제동 보조(HBA) 및 듀얼 프론트 에어백이 포함된다. 차체는 80% 이상 고장력 강철로 구성된다. 배터리 팩은 초강력 강철로 감싸져 있으며, 충돌 시 추가적인 보호 조치를 위해 능동형 전원 차단 시스템을 갖추고 있다.

## 판매
| 연도 | 중국  |
| ---- | ----- |
| 2023 | 5,639 |
| 2024 | 3,362 |